# Almindelig milturt
Almindelig milturt (Chrysosplenium alternifolium) er en 10-20 cm høj urt, der vokser i skovvæld, skovsumpe og på åbredder.

## Beskrivelse
Almindelig milturt er en flerårig urt med en opstigende til opret vækst med en tilbøjelighed til at blive tæppedannende. Stænglen er rund og glat og bladene er spredt stillede og runde eller nyreformede med rundtakket rand. Over- og undersiden er først gulgrøn og senere lysegrøn. Blomstringen sker i april-maj, hvor man ser blomsterne siddende endestillet i små skærmagtige stande. Blomsterne er gule, regelmæssige og 4-tallige. Frugterne er mangefrøede kapsler.
Rodnettet består af nogle få, trævlede rødder og en krybende jordstængel.
Højde x bredde og årlig tilvækst: 0,20 x 0,10 m (20 x 10 cm/år), heri ikke medregnet skud fra jordstænglen.

## Voksested
Arten er hjemmehørende over hele den nordlige halvkugle, herunder det meste af Europa og også i Danmark, hvor den er temmelig almindelig, bortset fra Nord- og Vestjylland. Overalt findes den på skyggede, fugtige og kølige steder.
På en meget våd og skygget bund i Newhall Glen, Skotland, findes den sammen med bl.a. alm. bingelurt, dagpragtstjerne, lav ranunkel, lægebaldrian, ramsløg, småbladet milturt, stor frytle, storbladet elm, vandkarse og vorterod
| Portal | Portal:Botanik |

## Note
1. ↑  Sarah Eno: National Vegetation Classification survey for Newhall Glen Arkiveret 22. oktober 2007 hos  Wayback Machine (engelsk)